# Deron Miller
Deron John Miller (Chester, 21 de mayo de 1976) es un músico estadounidense, conocido por haber sido el vocalista, guitarrista y compositor de la banda de CKY, además de ser el cofundador de la misma en 1998. Actualmente es vocalista, guitarrista y compositor de la banda 96 Bitter Beings, fundada por él en 2016. 
Miller también ha formado parte de otros proyectos, como la banda de metal progresivo Foreign Objects, la banda de death metal melódico World Under Blood y la banda de death metal Malevolent Creation.

## Discografía
con CKY
- Volume 1 (1999)
- Volume 2 (1999)
- Infiltrate•Destroy•Rebuild (2002)
- An Answer Can Be Found (2005)
- Carver City (2009)
- B-Sides & Rarities (2011)

Como solista
- Acoustified! (2013)

con 96 Bitter Beings
- Camp Pain (2018)
- Synergy Restored (2022)
- Return to Hellview (2024)

con Foreign Objects
- The Undiscovered Numbers & Colors (1995)
- Universal Culture Shock/Undiscovered Numbers & Colors (2004)
- Galactic Prey (2015)

con World Under Blood
- Tactical (2011)

con Believer
- Gabriel (2009) – «Medwton»

con The Alien Blakk
- Bekoming (2010) – «The Path»